# Минское староство
Минское городское староство — государственная собственность в составе Минского повета Великого княжества Литовского.
В состав староства входили город Минск с замком, где проходил городской суд, и некоторые окрёстные сёла.
Оно возникло в XV веке, в 17 веке считалось столовым имением. Ликвидировано в результате второго раздела Речи Посполитой.

## Старосты
Минскими старостами были:
- Я. Ходкевич ( 1459 )
- И. И. Заславский ( 1467-1473 )
- Князь Иван Васильевич Красный ( 1487-1489 )
- Николай Иванович Ильинич ( 1494-1499 )
- Князь Богдан Иванович Заславский ( 1499-1525 )
- Василий Тышкевич (1544-1571 )
- Гавриил Горностай ( 1571—1582 )
- Дз. Тышкевич (1588—1592 )
- А. Станкевич (1595—1597 )
- Петр Тышкевич ( 1625 )
- Кшиштоф Завиша ( 1631—1645 )
- Андрей Казимир Завиша (1645-1647 )
- Ян Михал Завиша ( 1685 )
- Кшиштоф Станислав Завиша ( 1685—1720 )
- Игнацы Завиша (1720-1738 )
- Удальрик Криштоф Радзивилл (1739—1746 )
- Юзеф Михал Ивановский (1746—1758)
- Игнатий Ивановский ( 1765 )
- Антоний Тадеуш Пшездецкий ( 1767-1772 )
- Август Доминик Пшездецкий (1772-1782 )
- М. Бжостовский ( 1782 )
- Иероним Винцент Радзивилл (1783-1786 )
- Михал Героним Бжостовский (с 1787 г. )